# Pín hổ

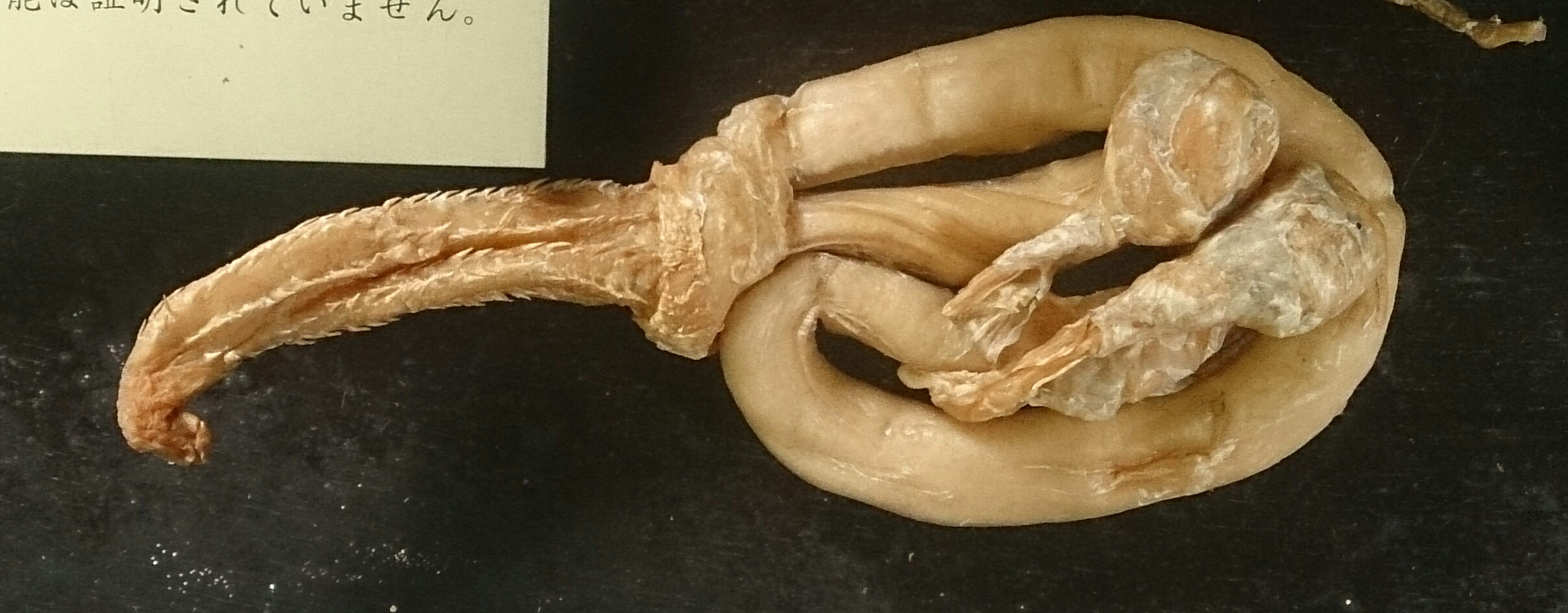
Một bộ pín hổ

Pín hổ hay còn gọi là ngẫu pín hổ (tiếng Trung: 虎鞭; bính âm: hǔ biān) là dương vật của loài hổ. Trong y học truyền thống của Trung Hoa cũng như quan niệm của một số dân tộc ở vùng Đông Nam Á đặc biệt là ở Việt Nam, Lào và Campuchia thì pín hổ là vật phẩm rất có giá trị và được ưa chuộng, đây là các sản phẩm có liên quan đến hổ được con người cho là quý hiếm như cao hổ cốt, pín hổ, nanh vuốt Theo quan niệm thì hổ là loài động vật có sức mạnh nên nhiều người tin rằng pín hổ rất có công dụng trong chuyện cải thiện quan hệ tình dục và nó tạo ra những huyền thoại, để con người săn lùng, tốn kém tiền của để sở hữu một cái ngâm rượu uống để trị được sinh lý yếu, thậm chí còn dùng để chữa vô sinh.

## Đặc điểm
Trên thị trường bày bán các loại pín hổ thì bộ pín trông giống như một khúc gân màu vàng, rất cứng, dài khoảng 30cm, phần gốc của pín phình to và đoạn chót có nhiều gai nhọn nó vừa cong vừa vênh. Pín hổ sấy khô rồi còn to bằng ngón tay cái, dài đến 30 cm. Dấu hiệu dễ nhận biết và đặc biệt nhất của pín hổ là những chiếc gai ở đầu, khi khô quắt lại, cứng như thép, nhọn như mũi kim, mỗi cái gai dễ dài đến cả cm, những cái gai góc xù xì làm cho dương vật hổ quả trở nên như một thứ kỳ dị, không giống với pín của loài động vật nào.
Tuy nhiên theo quan điểm của những người nuôi hổ thì Pín hổ thực sự chỉ bé tý, thực sự thì pín của hổ cũng không được hoành tráng lắm. Tuy hổ là một con vật to lớn, chúng có thể nặng đến 3 tạ, song dương vật của chúng lại rất bé, chỉ nhỉnh hơn cái đũa một chút. So sánh pín của con mèo nặng 3 kg và so sánh với pín của hổ nặng 200 kg thì thấy chúng bằng nhau về kích thước. Đồng thời pín hổ không hề có gai như con người đồn đại pín hổ không những rất bé, chỉ bằng ngón tay út, mà lại không hề có cái gai nào, âm vật của các con hổ cái cũng rất bé, phù hợp với kích thước pín nhỏ của hổ đực.
Theo văn hóa Á Đông, đặc biệt là Trung Quốc cũng như sự tin tưởng của rất nhiều dân tộc trên thế giới, dương vật hổ được xem như một vị thuốc vô cùng quý hiếm và đặc biệt hiệu nghiệm để giúp tăng cường sự ham muốn tình dục, chữa trị tình trạng bất lực ở đàn ông. Chính vì vậy mà dù hiện nay, nhiều người vẫn truyền tai nhau về khả năng tình dục mạnh mẽ của chúng và pín hổ trở thành biệt dược phòng the được ưa chuộng đặc biệt.

## Sử dụng

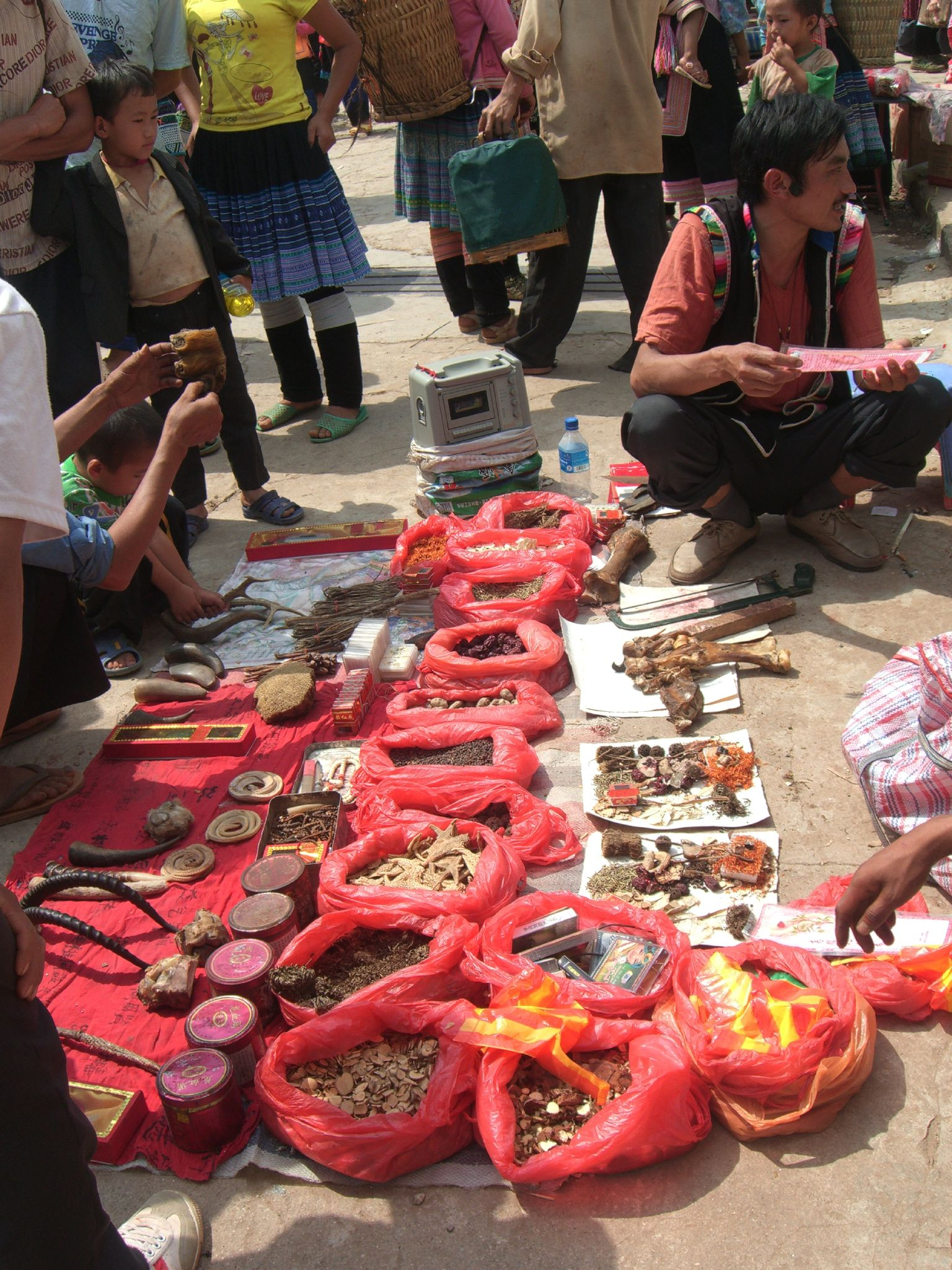
Hình chụp một cảnh bày bán các sản phẩm y khoa ở Trung Quốc trong đó có sừng dê và pín hổ

Ở Việt Nam, có quan niệm cho rằng ăn gì bổ nấy (đồng tạng trị liệu), đây là triết lý của nhiều người do đó người ta nghĩ đến các loại pín hổ, pín dê, hươu, hải cẩu... ngâm rượu, chế biến món ăn có thể tăng cường sinh lực, chữa bách bệnh là nhiều người đổ xô đi mua, săn lùng. Những loại pín phổ biến mà dân nhậu lựa chọn là các loại pín dê, trâu, hươu, hải cẩu, đặc biệt pín hổ được xem là quý nhất vì hổ thuộc loại thú quý hiếm. Ngẩu pín vừa được ngâm rượu, vừa được chế biến làm món ăn.. Trên thị trường thì pín hổ có giá mỗi cái khoảng 1 đến 1,5 triệu đồng hoặc lên đến 1,7 triệu/cái và pín hổ cũng được bày bán nhiều trong các phiên hội chợ diễn ra ở các tỉnh lẻ. Ở Campuchia, sau khi săn được hổ, người Campuchia lấy xương thịt nấu cao, nanh đánh bóng bán làm vật trừ tà, còn pín được lóc ra, đem sấy hoặc phơi khô.
Bên cạnh việc săn pín hổ về ngâm rượu để bồi bổ sức khỏe, tăng cường sinh lực, hạn chế bệnh tật nhiều người tin vào món cháo pín cọp có tác dụng thần kỳ chữa bách bệnh, cháo pín cọp có thể trị liệt dương. Tiếng Quảng Đông gọi cháo pín hổ là Phủ pín tành liễu (tiếng Trung Quốc: 虎鞭汤; bính âm: Hǔ biān tāng). Món cháo này chỉ có ở Đài Loan, Hồng Kông, Quảng Châu và người ta không bán trong các nhà hàng lớn mà chỉ có ở các quán nhậu nhỏ nằm trong khu thịt rừng. Đầu bếp chuyên nghiệp sẽ cẩn thận lột da cạo lông hổ cho thật sạch, rửa cho hết mùi khai nồng nặc của hổ, xong nhúng vào nồi nước đang sôi cho cái phần lủng lẳng này co cứng lại rồi lấy ra, cắt thành từng cục nho nhỏ, bỏ hết vào nồi hầm với thuốc bắc gồm có các vị cẩu kỷ, hoài sơn, đản sâm, bá kích thiên, đỗ trọng. Đến hôm sau, họ lại đổ chung vào nấu với một nồi cháo to để chia ra chừng 300 thố, mỗi thố bán ra khoảng 20-25 USD.
Một số chuyến du lịch đi Hồng Kông có chương trình đưa du khách tới thưởng thức món cháo pín cọp tại khu chợ Gent Market (chợ dành cho đàn ông) cùng món lẩu sữa cọp tại khu chợ Lady Market (chợ dành cho đàn bà). Giá mỗi bát cháo là 20 - 25USD. Cháo có mùi tanh, vị mặn lẫn với vài vị thuốc bắc đăng đắng và khi chạy theo thực quản, sẽ mang theo hơi nóng ấm lan dần xuống đến bao tử,tuy nhiên món cháo pín cọp cũng phải dùng vài vị thuốc này chứ thực sự pín cọp chỉ là đòn tâm lý, dụ người tiêu dùng. Ngoài ra còn món Súp ngẩu pín hổ, là món súp giá chát nhất từng được biết tới. Súp ngẩu pín hổ cần phải chế biến cầu kỳ suốt 24 giờ và được tin rằng có thể làm tăng khả năng sinh lý đàn ông. Để có được một bát súp quý, có thể phải trả tới 400 đô (khoảng hơn 8 triệu đồng).

## Các vấn đề

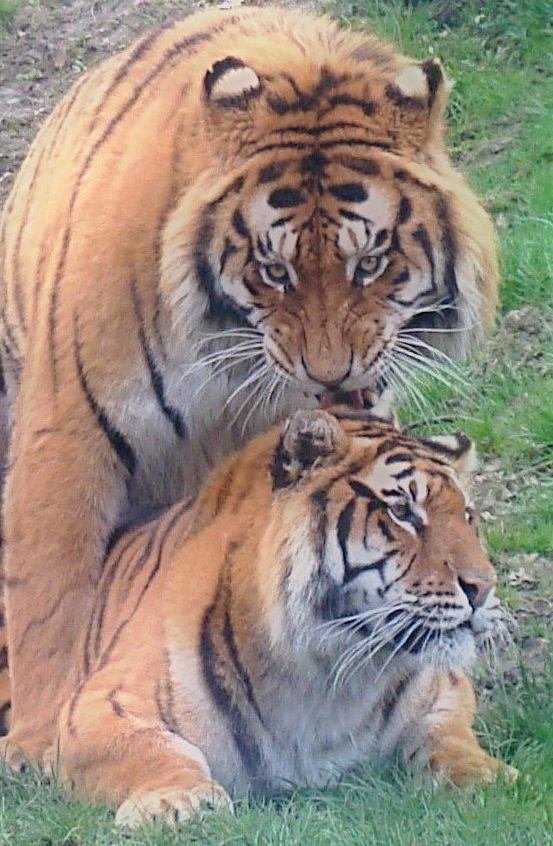
Hổ là động vật yếu kém trong quan hệ tình dục

Thời gian gần đây, việc buôn bán pín hổ giả cũng được các cơ quan chức năng cảnh báo. Theo đó, để chế tạo pín hổ những kẻ lừa đảo lấy gân chi trước của trâu, bò phơi một nắng rồi mang vào cắt khía, tạo dáng. Công đoạn này hoàn thành, họ lại tiếp tục mang thành phẩm ra phơi nắng. Sức nóng của mặt trời khiến khối gân đã qua cắt gọt bung gai và khô quắt lại. Vì rất hiếm ai nhìn thấy pín hổ thật, nhiều người đã dễ dàng mắc lừa những kẻ buôn gian bán lận.
Pín hổ bán tràn lan ngoài thị trường đại gia mê món pín hổ ngâm rượu, hầu hết lượng pín hổ bán ở thị trường là đồ giả, vì hổ là loại động vật quý hiếm nên không thể có nhiều pín hổ theo nhu cầu. Các loại pín hổ giả bày bán tràn lan ở thị trường là gân bò, gân trâu được chế tác thành. Những người chế biến cũng chưa nhìn thấy pín hổ, nhưng cứ nghe theo lời đồn mà chế tác thì sẽ bán được, người mua cũng không có cơ hội nhìn thấy pín hổ thật nên họ chỉ tin vào lời đồn mà không tin vào cái pín thật, những loại pín này càng ngâm càng thấy rượu chẳng đổi màu, có mùi gây gây của trâu bò, mỗi lần uống vào đều có cảm giác buồn nôn, thậm chí bị tiêu chảy.
Hổ thực chất chưa bao giờ là loài vật mạnh mẽ trong chuyện sinh lý, việc uống rượu pín hổ sẽ rất kém tác dụng. Hổ chỉ giỏi nanh sắt vuốt nhọn, không hề có thế mạnh trong quan hệ. Nhiều người nghĩ rằng hổ là chúa sơn lâm, có sức mạnh nhất trong các loài động vật nên khả năng tình dục của chúng cũng rất dữ dội, từ quan niệm sai lầm này đã khiến nhiều đại gia không tiếc tiền mua bằng được pín hổ.
Cho đến nay, khoa học Tây phương cũng như của cả thế giới đều phủ nhận và đả phá huyền thoại về dương vật hổ. Chưa có một khảo cứu nào chứng minh tính trị liệu hay thậm chí đề cập đến khả năng tăng cường sinh lực của pín hổ. Nhiều đàn ông sính dùng ngẩu pín vì cho là có tác dụng cường dương, nhưng thực ra, ngẩu pín là đại nhiệt (tức rất nóng), đặc biệt ngẩu pín của dê, của chó, của hổ... Tuy nhiên, những người đàn ông bị suy yếu sinh lý cũng phân ra rất nhiều thể, có bệnh nhân thì bị dương hư, người lại bị âm hư, người bị dương hư thì ăn các ngẩu pín – đại nhiệt là tốt, nhưng người bị âm hư thì ăn vào lại rất nguy hiểm.